# Kem (stad)
Kem (Russisch: Кемь, Fins: Vienan Kemi) is een historische stad in de Russische deelrepubliek Karelië, gelegen aan de spoorweg van Petrozavodsk naar Moermansk. De stad ligt bij de monding van de rivier de Kem, aan de kust van de Witte Zee.
Kem werd eerst vernoemd als een landgoed van de Novgorodse stadhouder Marfa Boretskaja in 1450, toen deze het gebied schonk aan het Solovetski-klooster. In 1657 werd er een houten fort opgericht.
Ook van hout is de opmerkelijke kathedraal, gebouwd tussen 1711 en 1717. De iconostase van de kathedraal toont waardevolle 17e-eeuwse iconen uit Novgorod.
Ook op het grondgebied van Kem bevond zich de Podoezjemye-luchtmachtbasis, die tijdens de Koude Oorlog een belangrijke schakel in de luchtverdediging van noordwestelijk Rusland vormde.

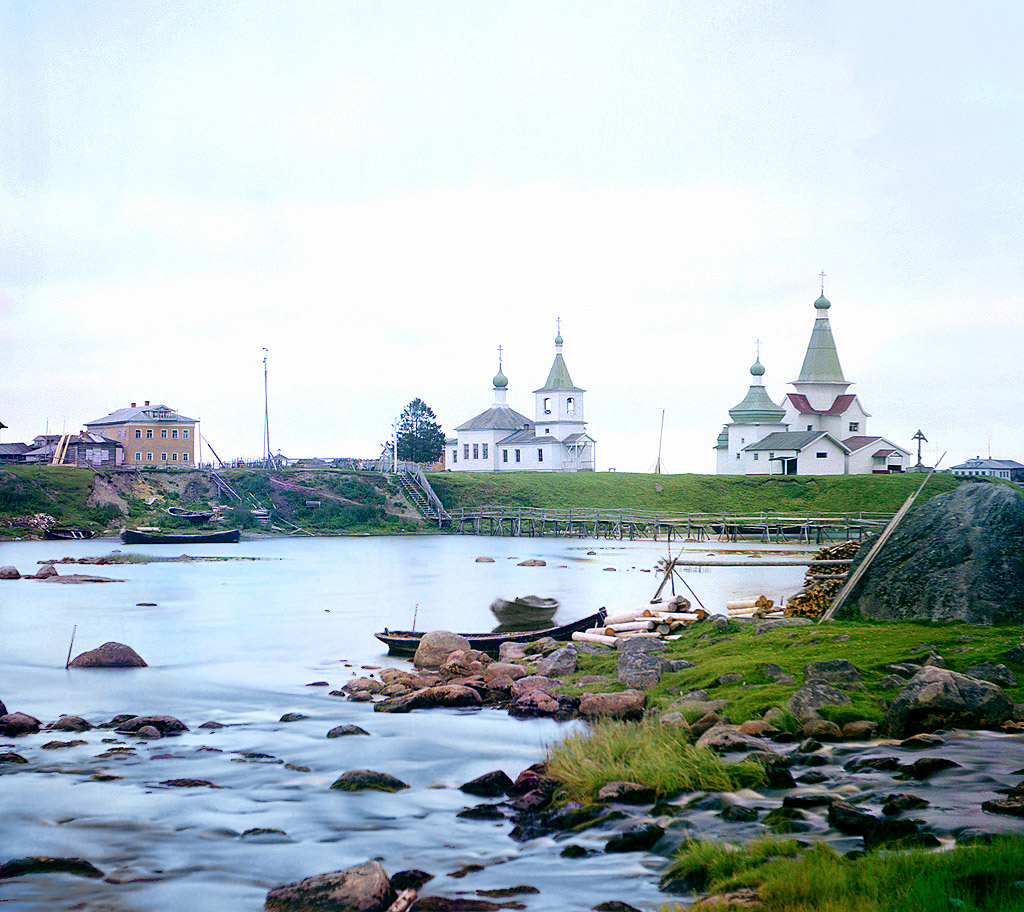
zicht op Kem in 1911
Foto: Prokoedin-Gorski

Bestuurlijk centrum: Petrozavodsk

Belomorsk · Kem · Kondopoga · Kostomoeksja · Lachdenpochja · Medvezjegorsk · Olonets · Pitkjaranta · Poedozj · Segezja · Soeojarvi · Sortavala